# 沃納基
沃納基（英語：Wanaque）是位於美國新澤西州巴賽克縣的自治市鎮。

## 人口
根據2020年美國人口普查的數據，沃納基的面積為24.15平方千米，當中陸地面積為20.88平方千米，而水域面積為3.26平方千米。當地共有人口11317人，而人口密度為每平方千米469人。